# Mikhaïl Volocheninov
Mikhaïl Volocheninov est un homme politique russe du XVIIe siècle. Sous le règne d'Alexis Ier, il fut Prikase Posolsky (administrateur de la diplomatie russe) de 1648 à 1653.